# 콰이강의 다리
《콰이강의 다리》(영어: The Bridge on the River Kwai)는 1957년, 데이비드 린 감독이 제2차 세계 대전을 배경으로 제작한 영국-미국 합작의 모험, 서사, 전쟁 영화이다. 대본은 프랑스 작가인 피에르 불이 쓴 동명의 소설을 바탕으로 하였다. 이 영화는 허구지만, 1942년 ~ 1943년에 있었던 역사적인 버마 철도 건설을 주제로 한 것이다. 배우로는 앨릭 기니스, 하야카와 셋슈, 잭 호킨스 그리고 윌리엄 홀든이 출연하였다.
1997년 이 영화는 "문화적으로, 역사적으로, 미학적으로 중대한" 작품으로 인정받아, 미국 국립영화등기부에 보존되었다.

## 줄거리
1943년, 태국의 정글 속에 자리잡은 일본군의 포로수용소에 송치되어 온 영국 육군의 니컬슨 대령(앨릭 기니스 분)은 소장인 사이토 대령(하야카와 셋슈 분)과 무사도에 있어서 서로 통하는 것을 느끼면서도 당당한 태도로 한발짝도 양보하지 않는다. 부하들에게 처우 개선의 유리한 조건을 획득한 후에 영국군이 일본군보다 우수함을 보이기 위해서 실패만 거듭하고 있는 콰이강의 급류에 일본군용의 교량 건설을 위한 설계를 작성하고 완성시킨다. 한편, 수용소를 탈출하여 영국군에게 구출된 미국 해군인 시어즈 소령(윌리엄 홀든 분)은 영국군의 요청으로 하는 수 없이 특별부대를 안내하여 영국군 포로들이 건설한 교량을 파괴하고자 포로수용소가 있는 곳으로 되돌아온다. 교량을 폭파하려다가 일본군 경비병에 발각되어 난전(亂戰)이 벌어진다. 이때, 니컬슨 대령이 보는 앞에서 소령이 일본군에게 사살되고, 특수부대원도 거의 전사하여 폭파장치 스위치를 누를 사람이 없자 대령은 현장으로 달려간다. 일본의 군용열차가 교량을 향해서 달려오고, 폭탄이 설치된 위치에 거의 도달할 무렵에 니컬슨 대령은 총탄에 맞고 비틀거리다가 기폭장치 위에 쓰러지면서 교량을 폭파시킨다. 교량은 파괴되면서 열차와 사이토 대령을 함께 삼켜버린다.

## 출연
- 윌리엄 홀든 (William Holden) - 시어스
- 앨릭 기니스 (Alec Guinness) - 니컬슨
- 잭 호킨스 (Jack Hawkins) - 워든
- 하야카와 셋슈 (Sessue Hayakawa) - 사이토

## 기타
영화에 삽입된 원곡 보기 대령 행진곡에 휘바팜을 넣어 편곡한 콰이강 행진곡은 기록적인 인기를 끌었다.

## 한국판 성우진 (KBS, 1987년 8월 16일)
- 이강식 - 쉬어스(윌리엄 홀든)
- 유강진 - 니콜슨(앨릭 기니스)
- 황원 - 사이토(하야카와 셋슈)
- 이봉준 - 워든(잭 호킨스)
- 최흘 - 그린(안드레 모렐)
- 김세한 - 클립턴(제임스 도널드)
- 김규식 - 휴즈(존 복서)
- 김도현 - 조이스(제프리 혼)
- 엄주환 - 그로건(퍼시 허버트)
- 설영범 - 미우라(카츠모토 케이이치로)
- 오세홍 - 베이커(해럴드 굿윈)
- 이윤선 - 카네마츠(오카와 헤이하치로)
- 이연희 - 간호사(앤 시어스)